# Drosophila adiastola
Drosophila adiastola är en tvåvingeart som beskrevs av Elmo Hardy 1965. Drosophila adiastola ingår i släktet Drosophila och familjen daggflugor.
Artens utbredningsområde är Hawaii.